# Полизоидис, Анастасиос
Анастасиос Полизоидис (греч. Αναστάσιος Πολυζωίδης, Мелник Османская империя 20 февраля 1802- Афины Греческое королевство 7 июля 1873) — греческий юрист, политик, министр, издатель и журналист.
Именуется символом независимости греческой судебной власти

## Биография
Полизоидис родился в Мелнике, «самом значительном греческом центре на севере восточной Македонии». Греческое население именовало город Меленико (сегодня городок расположен на греко-болгарской границе, но на территории Болгарии). Отец Полизоидиса был родом из македонского города Серре и обосновался в молодом возрасте в Мелнике, вместе со своим братом Леонтием. Его мать была уроженкой Меленико. Его дядя, Леонтий был митрополитом Мелника (1769—1796), а затем митрополитом каппадокийской Кесарии. Начальное образование Анастасий получил в греческой школе в Мелнике. По исполнению 14 лет, отец отправил его в Серре (город), на попечение своих родственников, для учёбы в Школе Серр, которой в те годы руководил уроженец македонской Эдессы, деятель греческого просвещения, Минас Миноидис. Отец умер, когда Полизоидису было 16 лет. С помощью родственников и друзей семьи, Полизоидис был послан в 1817 году на учёбу (юриспруденция, история и общественные науки) в Вену и Гёттинген. В 1821 Полизоидис уехал в Берлин, чтобы продолжить учёбу в местном университете.
Разразившаяся в начале 1821 года Греческая революция вынудила его прервать учёбу и вернуться в восставшую Грецию. С большими трудностями Полизоидис добрался до Триеста, а оттуда, вместе с группой филэллинов, морем в Месолонгион. В Месолонгионе он познакомился и начал своё сотрудничество с Александром Маврокордато, принял его политические взгляды и стал секретарём созданного Маврокордатосом «Исполнительного комитета». Упоминается как участник 1-го Национального собрания Эпидавра, (хотя это не подтверждается документами собрания, опубликованными в 1839 году Андреасом Мамукасом).
Полизоидис был соавтором (вместе с Маврокордатосом) Декларации Независимости Греции, которая была включена в Временную конституцию Греции.
Его соответствующее послание от 3 сентября 1824 года находится в архиве Спиридона Трикуписа.
Одновременно, в 1824 году, Полизоидис перевёл американскую конституцию (1787), которую Кораис, Адамантиос настойчиво просил использовать при написании греческой.
После побед защитников Мессолонгиона и успешного прорыва блокады города греческим флотом, Полизоидис, в своём панегирике, 4 августа 1825 года впервые именовал Месолонгион «Священным городом». Последовавшие героическая оборона и прорыв защитников города закрепили это имя за Месолонгионом, который именуется «Священным городом» официально и в исторической литературе.
В 1827 году Полизоидис был избран делегатом на Третье Национальное собрание в Тризине.
В мае 1827 года Полизоидис был включён в состав комитета 19-ти, готовившего текст новой Конституции. Всего через 22 дня текст был готов. Конституция начиналась словами: «Суверенитет принадлежит нации. Любая власть исходит от неё и существует ради неё».
После Наваринского сражения, в октябре того же года, и полагая что война близка к окончанию, Полизоидис отбыл в Париж для завершения своей учёбы.
При этом расходы на его учёбу взял на себя Иоанн Каподистрия, при содействии Эйнара.
Через короткий промежуток времени, примкнув к кругам находящимся в оппозиции к Каподистрии, Полизоидис призывал со страниц своей газеты к убийству своего благодетеля, «тирана Каподистрии».

## Газета «Аполлон» и убийство Каподистрии
Вернувшись из Франции, Полизоидис издал газету «Аполлон»
3 газеты вели анти-каподистрийскую пропаганду: «Иос» Антониадиса, «Аполлон» Полизоидиса и «Courier de Smyrne» выходившая на французском языке. Но последняя выходила за пределами греческого государства. Газета «Аполлон» была «политической и филологической» и выходила дважды в неделю, в среду и субботу.
Перед выходом газеты в Нафплионе, Полизоидис, чьи либеральные взгляды были широко известны, был вызван полицейскими властями. Его пытались убедить не издавать газету, но ответом было: «Святое обещание, данное обществу, не допускает и малейшей задержки». Вмешался брат Иоанна Каподистрии, Каподистрия, Виаро, пытаясь заставить его изменить своё мнение. «Полизоидис угрозы и обещания выслушал с безразличием».
Полиция вторглась в типографию и конфисковала первый лист. Полизоидис перевёл издание газеты на остров Идра, главный очаг оппозиции Каподистрии, где 11 марта 1831 года был издан первый номер газеты. Теряя хладнокровие, Полизоидис в своих статьях именовал Каподистрию тираном и призывал к его свержению, считая что все средства для достижения этой цели законны. В 4-м номере газеты Полизоидис писал: «Главная цель газеты объявить просвещённому миру, что греческая нация желает быть управляема только конституционно». С 7-го номера газеты к заголовку было добавлено «Национальное собрание ! Конституция!».
В своём оппозиционном пылу к Каподистрии, Полизоидис призывал читателей к крайностям и гражданской войне и, в конечном итоге, одобрил не только сожжение кораблей греческого флота Миаулисом, но и само убийство Каподистрии .
Полизоидис сравнивал убийц Каподистрии Константина Мавромихалиса и Г.Мавромихалиса с древними тираноубийцами Гармодием и Аристогитоном и Брутом и Гаем Кассием.
Полизоидис писал «Как люди, мы не можем сожалеть и не оплакивать трагическую смерть Каподистрии. Как граждане и друзья Отечества, мы далеки от того чтобы осудить это действие» .
В последовавшем за убийством номере газеты Полизоидис объявил, что это был её последний выпуск: «Целью газеты было разоблачение беззакония каподистрийской системы. Эта цель достигнута».

## Символ независимости судебной власти
После установления в Греции монархии несовершеннолетнего баварского короля Оттона, Полизоидис был назначен в 1832 году королевскими регентами председателем суда в городе Нафплионе, который судил Колокотрониса, Плапутаса и других ветеранов войны.
Подсудимые принадлежали к так называемой «русской партии», а Полизоидис к так называемой «английской партии».
Но Полизоидис, вместе с Георгием Терцетисом, пришёл к заключению что обвинение в заговоре против королевской власти было сфабриковано и отказался подписать смертный приговор. Ни просьбы, ни угрозы министра юстиции и регентов не возымели результата. Полизоидиса и Терцетиса волоком вернули в здание суда и попытались силой заставить подписать приговор. После сопротивления, оказанного полиции, Полизоидис и Терцетис были заключены в тюрьму.
Отказ двух из пяти судей, включая председателя суда, подписать смертный приговор лишил регентов судебного триумфа, после чего, по просьбе Оттона, регенты изменили приговор на пожизненное заключение, а затем на 25 лет лишения свободы.
События связанные с судом над Колокотронисом и последующим судом над Полизоидисом и Терцетисом нашли отражение в греческом фильме 1974 года «Суд судей» (греч. «Η δίκη των Δικαστών»).
Когда Оттон достиг совершеннолетия, Полизоидис был реабилитирован и назначен заместителем председателя кассационного суда и государственным советником.
24 апреля 1837 года Полизоидис был назначен министром образования и внутренних дел.
В качестве министра образования, Полизоидис внёс существенный вклад в создание Национального университета. Находясь на посту министра внутренних дел, содействовал утверждению в стране свободы слова. В 1862 году он был назначен губернатором объединённого тогда нома Аттики и Беотии.
Полизоидис умер 7 июля 1873 года в Афинах.

## Работы[22]
- Общая теория о различных административных системах и отличной парламентской системы (Θεωρία γενική περί των διαφόρων διοικητικών συστημάτων και εξαιρέτως του κοινοβουλευτικού (1825)
- Короткий трактат о миротворцах и присяжных судьях Англии (Σύντομος πραγματεία περί των ειρηνοποιών και ορκωτών κριτών της Αγγλίας)
- Географические работы (двухтомная греческая география 1859) — τα Γεωγραφικά (δίτομος ελληνική γεωγραφία 1859) (**Τα Γεωγραφικά κατά το ενεστώς και παρελθόν : Συγκριτικώς, ως επι το πολύ, και εν συναφεία μετά της Ιστορίας των Εθνών / Συνταχθέντα προς χρήσιν της μαθητευομένης Ελληνικής νεολαίας και παντός φιλομαθούς υπό Α. Πολυζωϊδου. Εν Αθήναις : Εκ του Τυπογραφείου της Αυγής, 1859. (Τόμος 1 : Περιέχων τας γενικάς αρχάς της γεωγραφίας τα Ασιατικά και Αφρικανικά, Τόμος 2 : Περιέχων Τα Ευρωπαϊκά, Αμερικανικά και Αυστραλιακά). Архивная копия от 4 марта 2016 на Wayback Machine
- Греческие работы (1870 в 2-х томах) — τα Ελληνικά (1870, 2 τόμοι) (**Τα Ελληνικά : ήτοι ο βίος της Ελλάδος κατά πάσας τας σχέσεις και εκδηλώσεις αυτού εξεταζόμενος / Συγγραφέντα μεν το πρώτον υπό Α. Πολυζωϊδου, επιθεωρηθέντα δε και διορθωθέντα το δεύτερον υπό Ι. Πρωτοδίκου καθηγητού. Εν Αθήναις, Παρά τω εκδότη Σ. Κ. Βλαστώ, 1881 (недоступная ссылка).
- Всеобщая история (1880—1890 в 3-х томах) — Γενική Ιστορία (1880—1890, 3 τόμοι) (**Γενική ιστορία από των αρχαιοτάτων χρόνων μέχρι των καθ' ημάς, Αναστασίου Πολυζωίδου, επιθεωρηθείσα και συμπληρωθείσα υπό Γεωργίου Π. Κρέμου, Εν Αθήναις, Παρά τω εκδότη Σ. Κ. Βλαστώ (1888—1890) Архивная копия от 4 марта 2016 на Wayback Machine
- Новогреческие работы (1874—1875) — Νεοελληνικά (1874—1875) (**Τα Νεοελληνικά : ήτοι τα κατά την Ελλάδα κυριώτερα συμβάντα και η κατάστασις της ελληνικής παιδείας από αλώσεως της Κορίνθου υπό των Ρωμαίων έως του εσχάτου υπέρ αυτονομίας εθνικού αγώνος 146 π.Χ.-1821μ.Χ. / υπό Α. Πολυζωίδου. Εν Αθήναις εν τω Τυπογραφείω «Ιλισσός», 1874—1875.)